# Horses and High Heels
Horses and High Heels è un album in studio della cantante britannica Marianne Faithfull, pubblicato nel 2011.

## Tracce
1. The Stations (Greg Dulli, Mark Lanegan) – 4:24
2. Why Did We Have To Part (Laurent Voulzy, Faithfull) – 3:45
3. That's How Every Empire Falls (R.B. Morris) – 5:51
4. No Reason (Jackie Lomax) – 2:51
5. Prussian Blue (David Courts, Faithfull) – 5:03
6. Love Song (Lesley Duncan) – 4:37
7. Gee Baby (J.J. Johnson, Mary Alma Baker, Sylvia Robinson, Tyler T. Texas) – 2:49
8. Goin' Back (Carole King, Gerry Goffin) – 3:41
9. Past Present and Future (Arthur Butler, George "Shadow" Morton, Jerry Leiber) – 2:46
10. Horses and High Heels (Doug Pettibone, Faithfull) – 3:52
11. Back in Baby's Arms (Allen Toussaint) – 4:19
12. Eternity (Doug Pettibone, Faithfull) – 4:03
13. The Old House (Frank McGuiness, Leo Abrahams) – 4:04

Tracce Bonus Edizione Vinile
1. Fragile Weapon (Devon T. Williams)
2. I Don't Wanna Know (Rupert Charles Guidy)